# Université nationale de transport de Corée
L'Université nationale de transport de Corée (en hangul :한국교통대학교) est une université nationale  de Corée du Sud située à Uiwang dans le Gyeonggi et Chungju dans le Chungcheong du Nord. 